# Ochthoeca piurae
Ochthoeca piurae là một loài chim trong họ Tyrannidae.